# منتخب النرويج لكرة اليد للناشئات
منتخب النرويج لكرة اليد للناشئات هو ممثل النرويج الرسمي في المنافسات الدولية في كرة اليد
، يديريه الاتحاد النرويجي لكرة اليد.

## وصلات خارجية
- الموقع الرسمي